# Nicanej Sinaj
Nicanej Sinaj (hebrejsky נִצָּנֵי סִינַי, doslova „Poupata Sinaje“, v oficiálním přepisu do angličtiny Nizzane Sinay, přepisováno též Nitzanei Sinai; alternativně nazýváno též Kadeš Barne'a,hebrejsky: קדש ברנע, v přepisu do angličtiny Kadesh Barne'a) je vesnice typu společná osada (jišuv kehilati) v Izraeli, v Jižním distriktu, v Oblastní radě Ramat ha-Negev.

## Geografie
Leží v nadmořské výšce 239 metrů v centrální části pouště Negev. Jde o aridní oblast, ve které jsou jen drobné enklávy zemědělsky využívané půdy v bezprostředním okolí vesnice. Východně od vesnice začíná zcela suchá oblast písečných dun Cholot Chaluca. Zdejší krajina má mírně zvlněný terén, který člení četná vádí. Na východním okraji obce je to vádí Nachal Nicana.
Obec se nachází 47 kilometrů od břehu Středozemního moře, cca 135 kilometrů jihojihozápadně od centra Tel Avivu, cca 125 kilometrů jihozápadně od historického jádra Jeruzalému a 53 kilometrů jihozápadně od města Beerševa. Nicanej Sinaj obývají Židé, přičemž osídlení v tomto regionu je etnicky převážně židovské.
Nicanej Sinaj je na dopravní síť napojen pomocí lokální silnice 211, která tu směřuje k hraničnímu přechodu Nicana. Přímo podél hranice tu vede i dálnice číslo 10.

## Dějiny
Nicanej Sinaj byl založen v roce 1986. Je součástí bloku zemědělských sídel v regionu okolo osady Nicana, nedaleko izraelsko-egyptské hranice. Osada ale vznikala již od roku 1977, kdy se utvořilo osadnické jádro. Jeho členové jí dali jméno Kadeš Barne'a podle biblické lokality Kádeš zmiňované v tomto regionu v Knize Numeri 13,26 Vládní výbor pro pojmenovávání sídel ale toto označení neschválil, takže oficiálně získala název Nicanej Sinaj.
V roce 1980 se osadníci začali stěhovat do provizorního tábora situovaného do blízkosti starověké lokality Tel Nicana. Přípravu výstavby vesnice ale zkomplikovaly potíže vzniklé kvůli tehdy probíhající evakuaci židovských osad na Sinajském poloostrově v důsledku podpisu egyptsko-izraelské mírové smlouvy, kdy Izrael území Sinaje vrátil Egyptu. Po osm měsíců tak osadníci pobývali v nedaleké vesnici Ašalim. Teprve pak se nastěhovalo prvních deset rodin do nové osady. Ta byla až po letech oficiálně uznána vládou za samostatnou administrativní jednotku a zároveň přesunuta do nynější polohy.
Místní ekonomika je zčásti založena na zemědělství (pěstování rajčat v skleníkových komplexech, produkce medu a džemů), část obyvatel za prací dojíždí mimo obec. V osadě funguje plavecký bazén, sportovní areály, obchod se smíšeným zbožím, synagoga a mateřská škola.
Jižně od vesnice se rozkládá rozsáhlý komplex věznice Keci'ot (קציעות) využívané izraelskou armádou. Poblíž vesnice se od počátku 21. století plánovala výstavba nové obce nazvané Nicanit. V roce 2010 byly ale tyto plány odloženy a doporučeno raději posilovat populaci stávajících osad v tomto regionu.

## Demografie
Obyvatelstvo osady je sekulární. Podle údajů z roku 2014 tvořili naprostou většinu obyvatel v Nicanej Sinaj Židé - cca 200 osob (včetně statistické kategorie "ostatní", která zahrnuje nearabské obyvatele židovského původu ale bez formální příslušnosti k židovskému náboženství, cca 300 osob).
Jde o menší obec vesnického typu s dlouhodobě rostoucí populací. K 31. prosinci 2014 zde žilo 250 lidí. Během roku 2014 populace klesla o 2,0 %.
| Rok            | 1995 | 2001 | 2003 | 2004 | 2005 | 2006 | 2007 | 2008 | 2009 | 2010 | 2011 | 2012 | 2013 | 2014 |
| -------------- | ---- | ---- | ---- | ---- | ---- | ---- | ---- | ---- | ---- | ---- | ---- | ---- | ---- | ---- |
| Počet obyvatel | 161  | 162  | 193  | 202  | 217  | 241  | 263  | 277  | 228  | 232  | 245  | 250  | 255  | 250  |